# Resolución 1968 del Consejo de Seguridad de las Naciones Unidas
La resolución 1968 del Consejo de Seguridad de las Naciones Unidas, aprobada por unanimidad el 16 de febrero de 2011, autorizó extender tres meses más el despliegue temporal de unidades de infantería y aviación de la Misión de las Naciones Unidas en Liberia (UNMIL) en territorio de Costa de Marfil para dar apoyo a la ONUCI (Operación de las Naciones Unidas en Costa de Marfil). El Consejo de Seguridad se reafirmó en sus resoluciones anteriores sobre Costa de Marfil, especialmente en las número 1967 (2011), 1962 (2010), 1951 (2010), 1946 (2010), 1942 (2010) y 1933 (2010).
El Consejo de Seguridad también solicitó el apoyo de los países participantes en la ONUCI, tanto con personal militar como policial, para el despliegue de las unidades de la UNMIL. En concreto fueron tres compañías de infantería y una unidad de aviación compuesta por dos helicópteros utilitarios y tres helicópteros artillados con sus correspondientes tripulaciones.
Esta prórroga a la presencia de personal militar adicional se sumó a la decisión de ampliar el número de efectivos de la ONUCI por medio de la resolución 1942 y otras posteriores. Costa de Marfil atravesó una crisis política y militar tras la negativa de Laurent Gbagbo a abandonar la presidencia en favor del electo Alassane Ouattara.